# Chino XL

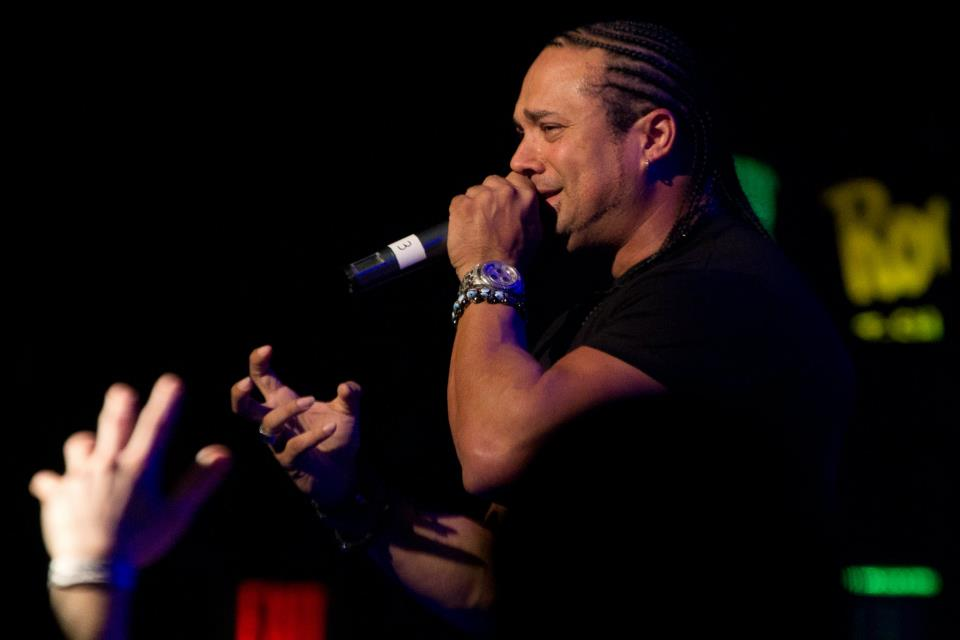
Chino XL (2012)

Chino XL (* 8. April 1974 in der Bronx, New York City; bürgerlich Derek Barbosa; † 28. Juli 2024) war ein US-amerikanischer Rapper und Schauspieler. Er war bekannt für seine Battle-Rap-Fähigkeiten und durch eine Auseinandersetzung (East Coast vs. West Coast) mit 2Pac.

## Karriere
Derek Barbosa wuchs in East Orange, New Jersey auf. Nach der Entstehung der Gruppe Art of Origin wurde Chino XL im Alter von 16 Jahren von American Recordings, der Plattenfirma des Musikproduzenten Rick Rubin, unter Vertrag genommen. Er veröffentlichte 1996 sein erstes Album Here to Save You All, welches positive Kritiken und außerdem Airplay im Radio und auf MTV erhielt. Obwohl das Album stilistisch mehr einen Underground-Hip-Hop-Flair hatte, erhielt Chino XL größere Aufmerksamkeit wegen einer kleineren Auseinandersetzung mit 2Pac. Diese entstand in seinem Lied Riiiot mit der Zeile „by this industry, I’m trying not to get fucked like 2Pac in jail“ („ich werde mich von dieser Industrie nicht wie 2Pac im Knast ficken lassen“), worauf 2Pac Chino XL kurz am Ende seines bekannten Dissliedes Hit ’Em Up auf negative Weise erwähnt. Chino XL beantwortete dies mit einem Freestyle in einer Radiosendung. Da 2Pac kurz darauf ermordet wurde, konnte der Beef nicht beigelegt werden. Chino XL erklärte, dass er Tupac höchsten Respekt entgegenbringe und sein Satz, der als Auslöser des Beefs gilt, nur als Metapher gedacht sei.
Nach einer langen Inaktivität, in der er begann, sich der Schauspielerei zu widmen, veröffentlichte er 2001 sein zweites Album I Told You So. Dieses war viel mehr am Battle-Rap orientiert als sein Debütalbum und wurde auch kommerzieller produziert. Obwohl es gute Kritiken erhielt, verkaufte es sich wegen schlechter Promotion kaum.
Nach mehrmaligen Verschiebungen veröffentlichte er 2006 sein drittes Album Poison Pen, auf welchem unter anderem auch Killah Priest, The Beatnuts und Proof von D12 zu hören sind.
Anfang 2007 erschien ein Kollaborationsalbum mit Playalitical namens Something Sacred.
Barbosa starb am 28. Juli 2024 im Alter von 50 Jahren.

## Diskografie

### Studioalben
- 1996: Here to Save You All
- 2001: I Told You So
- 2006: Poison Pen
- 2012: Ricanstruction: The Black Rosary
- 2019: God’s Carpenter

### Zusammenarbeiten
- 2008: Something Sacred (mit Playalitical)

### EPs
- 2020: Chino vs. Balt (mit Balt Getty)

### Singles
- 1992: No Slow Rollin’ (mit Art of Origin)
- 1993: Un-Rational (mit Art of Origin)
- 1994: Purple Hands in the Air / Dark Night of the Bloodspiller
- 1996: Kreep
- 1996: No Complex / Waiting to Exhale
- 1996: Thousands / Freestyle Rhymes
- 1996: Deliver
- 1997: Rise / Jesus
- 2000: Let ’Em Live
- 2001: Last Laugh
- 2001: What You Got / Let ’Em Live
- 2006: Don’t Run from Me / Warning
- 2006: Poison Pen
- 2006: Messiah
- 2007: Jump Back
- 2008: Lick Shots (mit Immortal Technique, Crooked I)
- 2008: Chow Down (mit Playalitical)
- 2012: N.I.C.E.
- 2012: Arm Yourself (mit DV Alias Khrist, Sick Jacken, Immortal Technique)
- 2012: Kings (mit Big Pun)
- 2015: They Don’t Know Nothing (mit RKZ)
- 2016: March of the Imperial (mit D.CrazE the Destroyer)
- 2018: Under the Bridge (mit Rama Duke)
- 2022: Ascending To Mytikas (mit Fuzzy Ed)